# Dingxi
Dingxi (定西 ; pinyin : Dìngxī) est une ville-préfecture de la province du Gansu en Chine.

## Géographie
Dingxi est située au centre de la province à 98 km à l'est de Lanzhou, ce qui lui a donné son surnom de la porte de l'est. Le Wei He, un affluent du fleuve Jaune coule à travers le district et lui apporte la majorité de son eau. le climat est semi-aride avec peu de précipitations. Même si l'ensoleillement peut être intense, les températures restent clémentes. la région est principalement couvertes de collines de lœss.

### Démographie
La population de la préfecture était estimée à 2 698 622 habitants en 2010.

## Histoire
Dingxi fut importante dans le développement de quelques cultures chinoises anciennes, notamment le long de la rivière. De nombreux sites néolithiques ont été découverts dans toute la région environnante.
Plus récemment, une série de tremblements de terre en juillet 2013 a causé la mort de 89 personnes et en a blessé plus de 500.

## Agriculture
L'agriculture et les industries de base sont les piliers de l'économie locale. Il existe plus de 300 variétés de plantes médicinales cultivées dans la région.
Le district d'Anding est le numéro un chinois de la production de l'igname. Le Zanthoxylum (aussi appelé poivre de Sichuan), les noix, les abricots sauvages, et d'autres fruits sont quelques-unes des exportations de Dingxi.

## Subdivisions administratives
La ville-préfecture de Dingxi exerce sa juridiction sur sept subdivisions - un district et six xian :
- le district d'Anding - 安定区 Āndìng Qū ;
- le xian de Tongwei - 通渭县 Tōngwèi Xiàn ;
- le xian de Lintao - 临洮县 Líntáo Xiàn ;
- le xian de Zhang - 漳县 Zhāng Xiàn ;
- le xian de Min - 岷县 Mín Xiàn ;
- le xian de Weiyuan - 渭源县 Wèiyuán Xiàn ;
- le xian de Longxi - 陇西县 Lǒngxī Xiàn.

## Source
- (en) Cet article est partiellement ou en totalité issu de l’article de Wikipédia en anglais intitulé « Dingxi » (voir la liste des auteurs).